# Armigeres maximus
Armigeres maximus är en tvåvingeart som beskrevs av Edwards 1922. Armigeres maximus ingår i släktet Armigeres och familjen stickmyggor. Inga underarter finns listade i Catalogue of Life.